# 湯ったり温泉
湯ったり温泉（ゆったりおんせん）は、福井県大飯郡おおい町に位置する冷鉱泉である。

## 特徴
若狭国において数少ない温泉である。

## 泉質
- ナトリウム-塩化物泉
  - 源泉温度 18.9℃
  - 無色透明な源泉
  - 加温あり、加水あり

## 温泉街
共同浴場で日帰り入浴が可能である。

## あみーシャン大飯

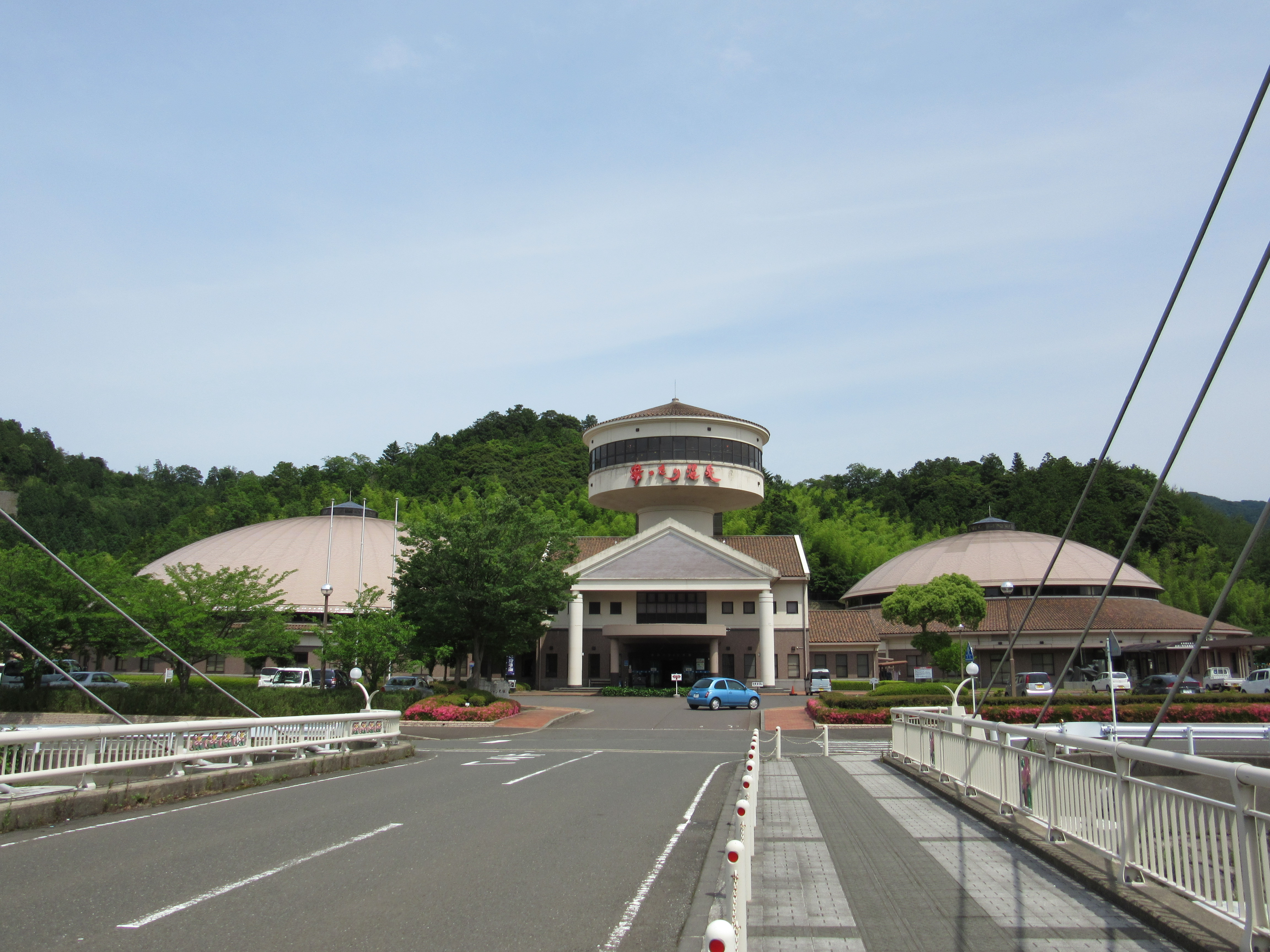
あみーシャン大飯

あみーシャン大飯は、温泉を核に健康増進とふれあいを目的にした地域の総合施設で、左右に多目的ホールのドームがあり、イベントやスポーツに利用されている。
軽食、喫茶、カラオケルームもある。

### 浴室
あみーシャン大飯の中にあり4階の展望台にあるような浴室からは小浜湾や佐分利川と田園風景が見下ろせる。

### 交通アクセス
鉄道
小浜線若狭本郷駅よりバス約10分
車
国道27号より10分
舞鶴若狭自動車道：大飯高浜ICより10分